# Мішель Філліпс
Мішель Філліпс (англ. Michelle Phillips, при народженні Голлі Мішель Гілліам; нар. 4 червня 1944, Лонг-Біч, Каліфорнія, США) — американська співачка та акторка, учасниця гурту «The Mamas & the Papas».

## Біографія
Народилася 4 червня 1944 року в Каліфорнії. У 1962 році переїхала в Нью-Йорк, маючи намір стати моделлю. Познайомилася з Джоном Філіпсом, що запросив її співати у своїй групі «The Journeymen». 31 грудня 1962 року одружилася з ним, народила доньку Чайну Філліпс. Згодом заснувала групу «Wilson Phillips».
У 1965 році після приходу в групу «Мами» Кас Елліот і Денні Доерті вона змінила назву на «The Mamas & The Papas». Мішель написала кілька пісень у співавторстві з Джоном, в тому числі «Creeque Alley» і «California Dreamin'».
У 1966 році чоловік звільнив Філліпс із гурту, викривши її в зраді, однак вже через місяць попросив її повернутися.
Після розпаду групи в 1968 році Філліпс почала зніматися в кіно, однак участь у малобюджетних фільмах не принесла їй особливої популярності.

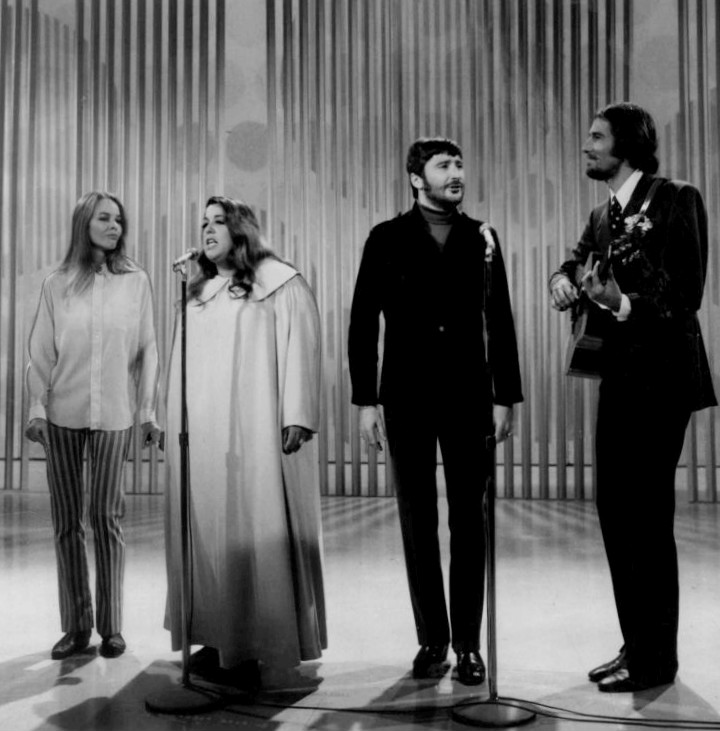
Мішель Філліпс крайня зліва

У 1970 році розлучилася і побралася з актором Деннісом Гоппером, проте шлюб тривав вісім днів.
У 1973 році брала участь у зйомках фільму «Dillinger».
У 1975 році після запису пісні «Aloha Louie», складеної Джоном Філіпсом, уклала контракт з компанією «A&M Records». У 1977 році вийшов її дебютний сольний альбом «Victim of Romance», що не мав особливого успіху. У цьому ж році Мішель брала участь у записі альбому чоловіка «Pay Pack & Follow», однак він був виданий лише в 2001 році після його смерті.
У 1982 році народила сина Остіна.
Брала участь у зйомках телесеріалу «Район Беверлі-Гіллз».

## Сольна дискографія
- 1977 — Victim Of Romance

## Вибрана фільмографія
| Рік       |   | Українська назва                     | Оригінальна назва                            | Роль             |
| --------- | - | ------------------------------------ | -------------------------------------------- | ---------------- |
| 1979      | ф | Кровний зв'язок                      | Bloodline                                    | Вівіан Ніколс    |
| 1984      | с | Вона написала вбивство               | Murder, She Wrote                            | Регіна Келліджян |
| 1988      | с | Зоряний шлях: Наступне покоління     | Star Trek: The Next Generation               | Дженіс Мангайм   |
| 1991      | ф | Ножиці                               | Scissors                                     | Енн Картер       |
| 1993      | ф | Армія одинака                        | Joshua Tree                                  | Естер Северенсен |
| 1994      | с | Германова голова                     | Herman's Head                                | Сандра Клейтон   |
| 1995      | с | Лоїс і Кларк: Нові пригоди Супермена | Lois & Clark: The New Adventures of Superman | Клодетт Вайлдер  |
| 1997—1998 | с | Район Беверлі-Гіллз                  | Beverly Hills, 90210                         | Еббі Мелоун      |
| 1999      | с | Провіденс                            | Providence                                   | Блер Мейсон      |
| 2005      | ф | Американські дітки                   | Kids in America                              | співачка         |